# Josephine Kohl
Josefine/Josephine Fini Kohl (gift Krüger), född 23 juni 1921 i stadsdelen Hainstadt i Hainburg, förbundsland Hessen, död 27 april 2012 i Seligenstadt, Hessen, var en tysk friidrottare med löpgrenar som huvudgren. Kohl var en pionjär inom damidrott. Hon blev förste Europamästare i stafettlöpning då hon tog guldmedaljör vid EM i friidrott 1938 (det första EM där damtävlingar var tillåtna även om herrtävlingen hölls separat i Paris).

## Biografi
Josephine Kohl föddes 1921 i västra Tyskland. Efter att hon börjat med friidrott tävlade hon i kortdistanslöpning och stafettlöpning. 1937 gick hon med i idrottsföreningen "Polizei-Sportverein Frankfurt" i Frankfurt am Main. 1939 gick hon över till "Eintracht Frankfurt".
1938 blev hon tysk juniormästare i löpning 100 meter. Samma år tog hon sin första medalj som senior i de tyska mästerskapen vid tävlingar 28–30 juli på arenan Jahnkampfbahn i Breslau då hon vann bronsmedalj i löpning 100 meter med 12,5 sekunder.
1938 deltog hon även vid EM i friidrott 17 september–18 september på Praterstadion i Wien. Under tävlingarna tog hon guldmedalj i stafettlöpning 4x100 meter med 46,8 sek (med Josephine Kohl som förste löpare, Käthe Krauss, Emmy Albus och Ida Kühnel).
1942 gifte hon sig med Walter Krüger och familjen flyttade till Bremen. Paret fick senare fyra barn. Mellan 1947 och 1957 tävlade hon för "SV Werder Bremen".
1947 blev hon tysk mästare i stafettlöpning 4x100 meter vid tävlingar 9–10 augusti i Köln.
1957 flyttade familjen tillbaka till Hainstadt, senare drog hon sig tillbaka från tävlingslivet. Kohl dog 2012.